# Ród Rodriganda
Ród Rodrigandów – cykl powieści Karla Maya, będący przeróbką słynnego zeszytowego wydawnictwa Verlag H. G. Münchmeyer pt. Leśna Różyczka. Ukazał się on po raz pierwszy w Polsce w 1926 roku pod tytułem Ród Rodriganda w serii zeszytowej dzieł Karla Maya wydanej przez Spółkę Wydawniczą „ORIENT“ R. D. Z. w Warszawie. Seria ta cieszyła się olbrzymią popularnością, już w trakcie wydawania tego cyklu wydawnictwo zaczęło podawać wewnątrz tomów informację, iż „Dotychczasowy nakład dzieł Karola Maya przekroczył 4 miliony egzemplarzy“.
W wydaniu przedwojennym seria składała się z 17 zeszytów:
1. Tajemnica Miksteków
2. Bryganci z Maladetta
3. Cyganie i przemytnicy
4. La Péndola
5. Ku Mapimi
6. Pantera Południa
7. W Harrarze
8. Rapier i tomahawk
9. Czarny Gerard
10. Benito Juarez
11. Trapper Sępi-Dziób
12. Jego Królewska Mość
13. Maskarada w Moguncji
14. Grobowiec Rodrigandów
15. Klasztor della Barbara
16. Walka o Meksyk
17. Zmierzch cesarza

Serię wznowiono po raz pierwszy w Polsce powojennej w wersji skróconej w latach 1988–1991 (Krajowa Agencja Wydawnicza Szczecin, w cyklu: „Biblioteka Podróży, Przygody i Sensacji”). Edycja ta składała się z 9 tomów:
1. Tajemnica Miksteków; Rozbójnicy z Maladety
2. Cyganie i przemytnicy; La Pendola
3. Ku Mapimi; Pantera Południa
4. W Hararze; Rapier i tomahawk
5. Czarny Gerard; Benito Juarez
6. Traper Sępi Dziób; Jego Królewska Mość
7. Maskarada w Moguncji; Grobowiec Rodrigandów
8. Klasztor della Barbara; Walka o Meksyk
9. Zmierzch cesarza

## Galeria

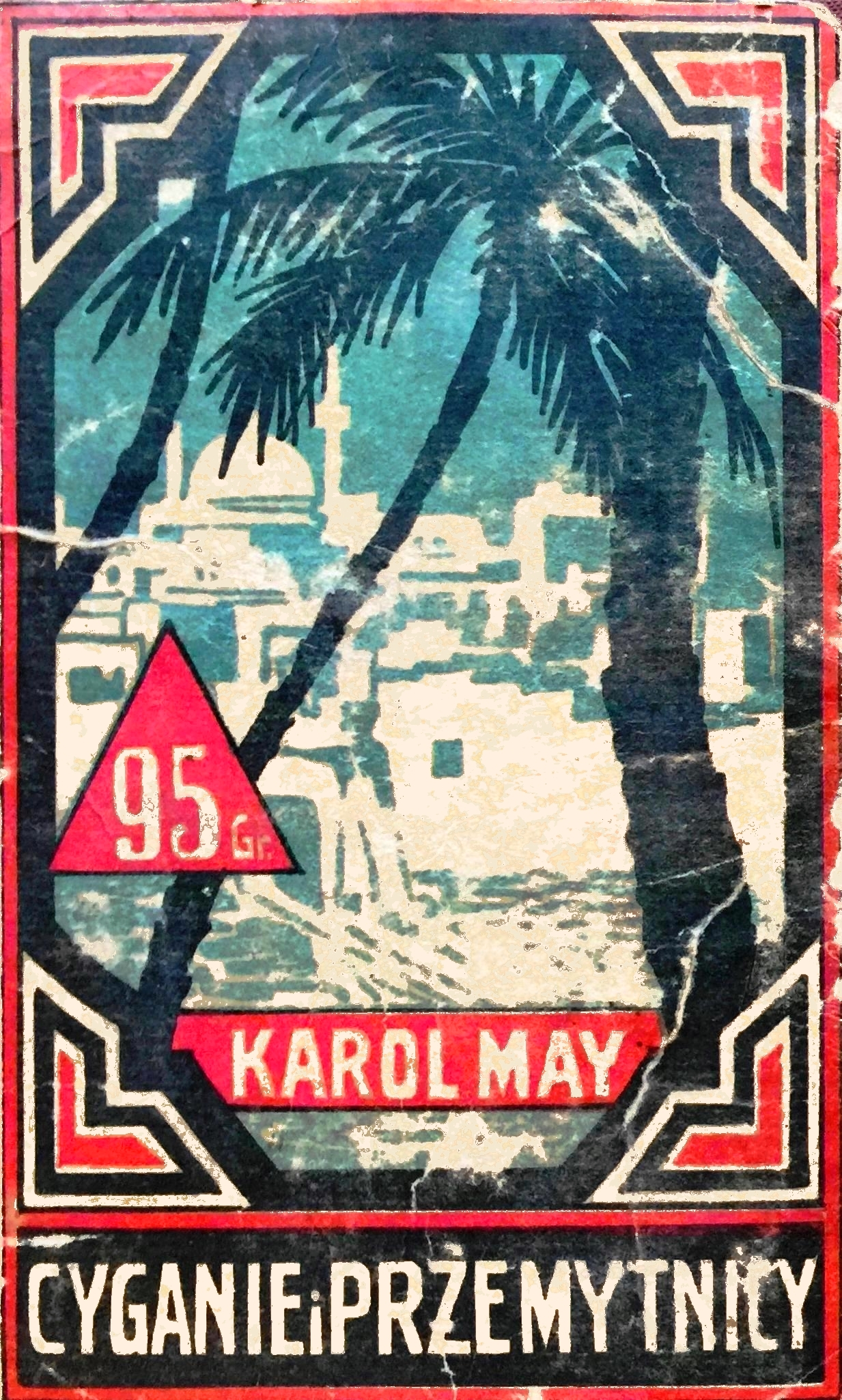
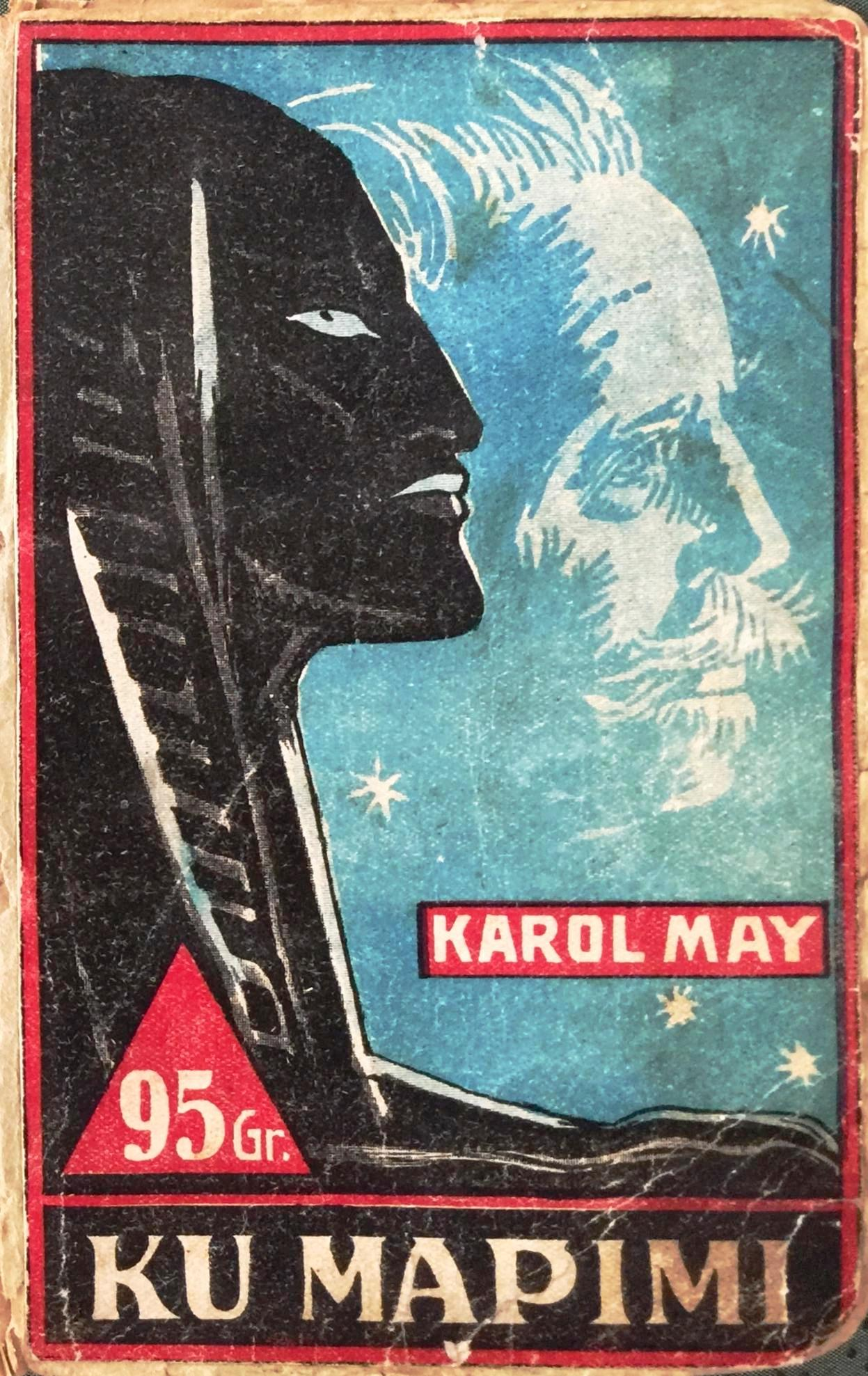
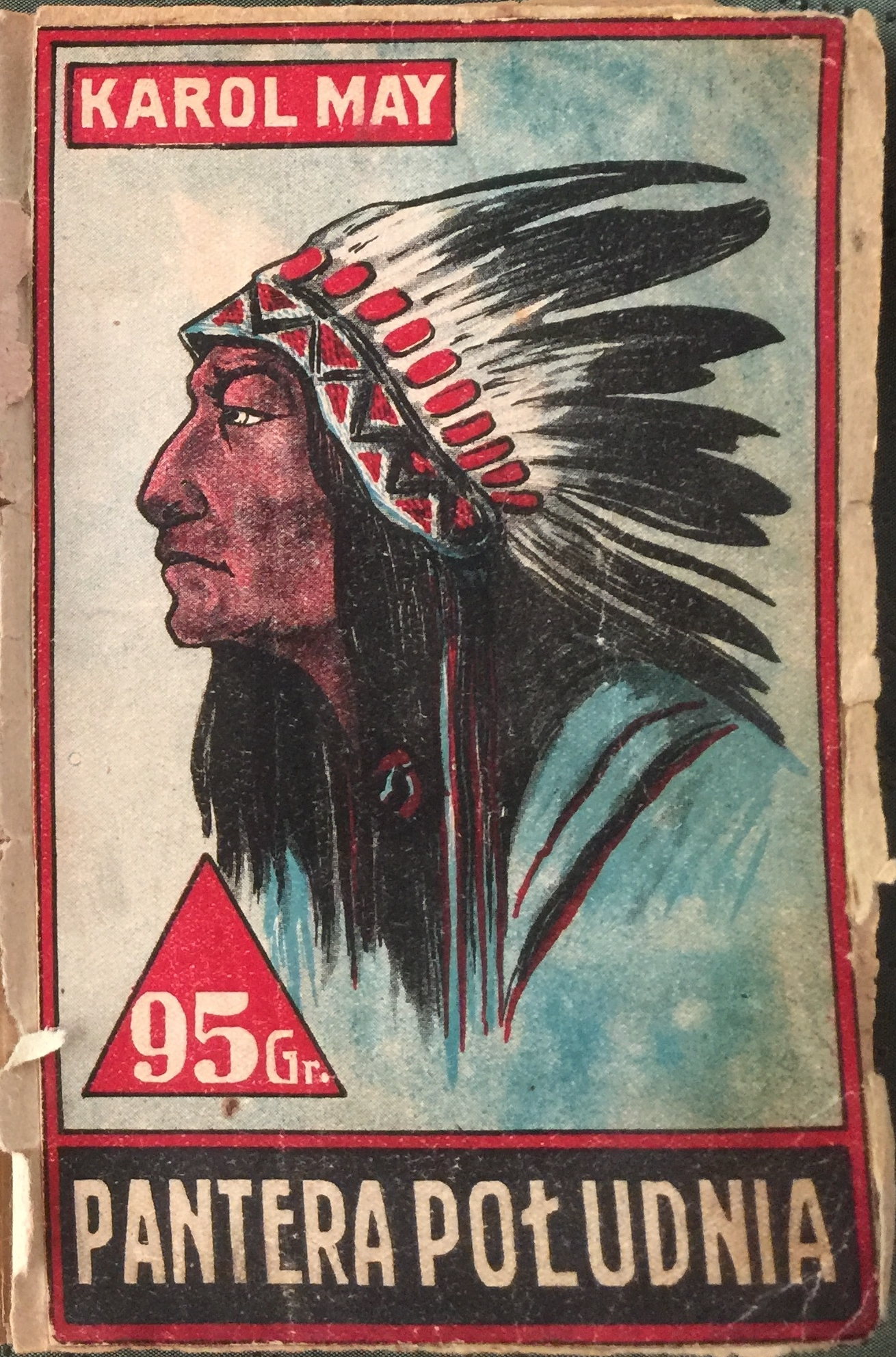
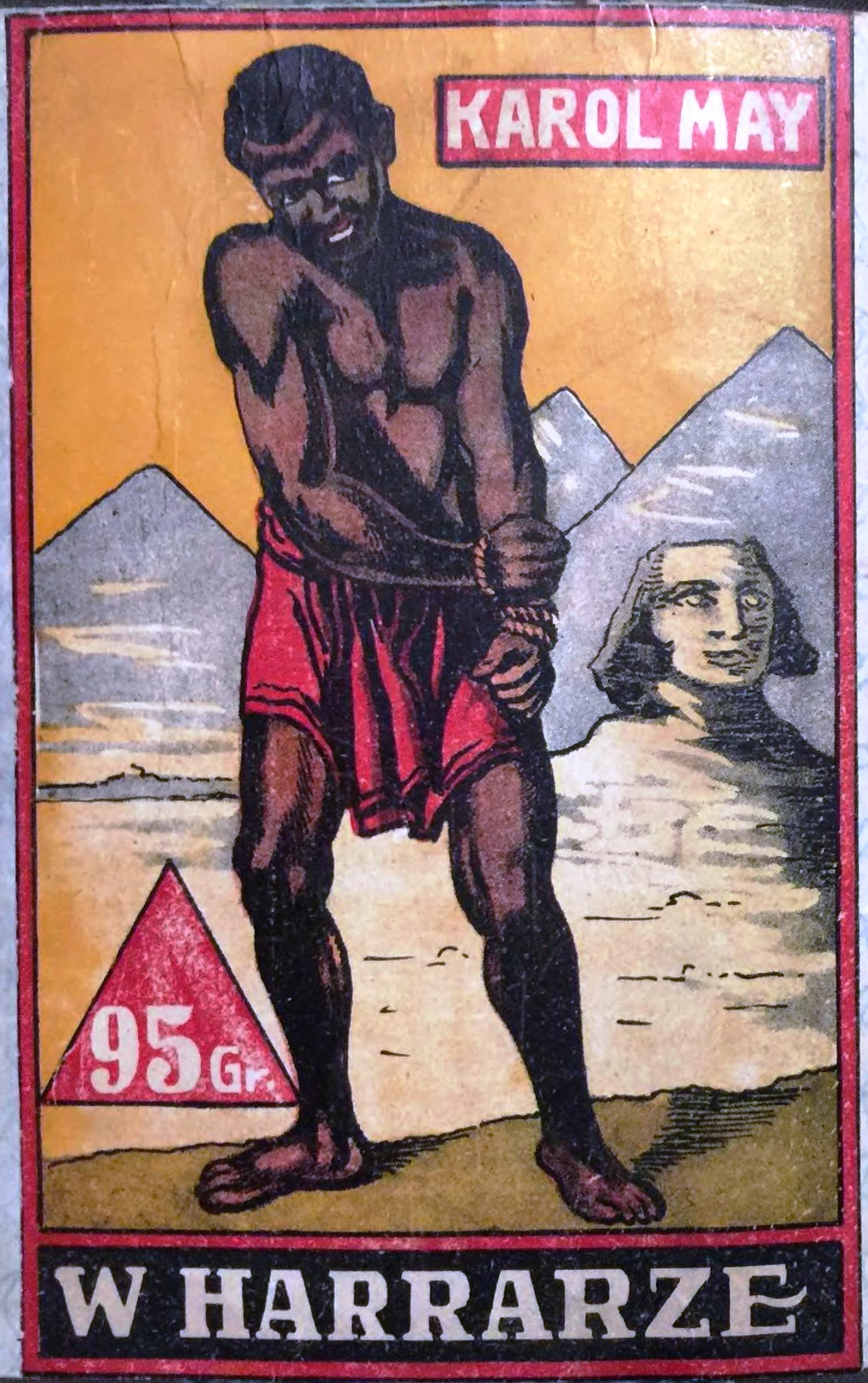
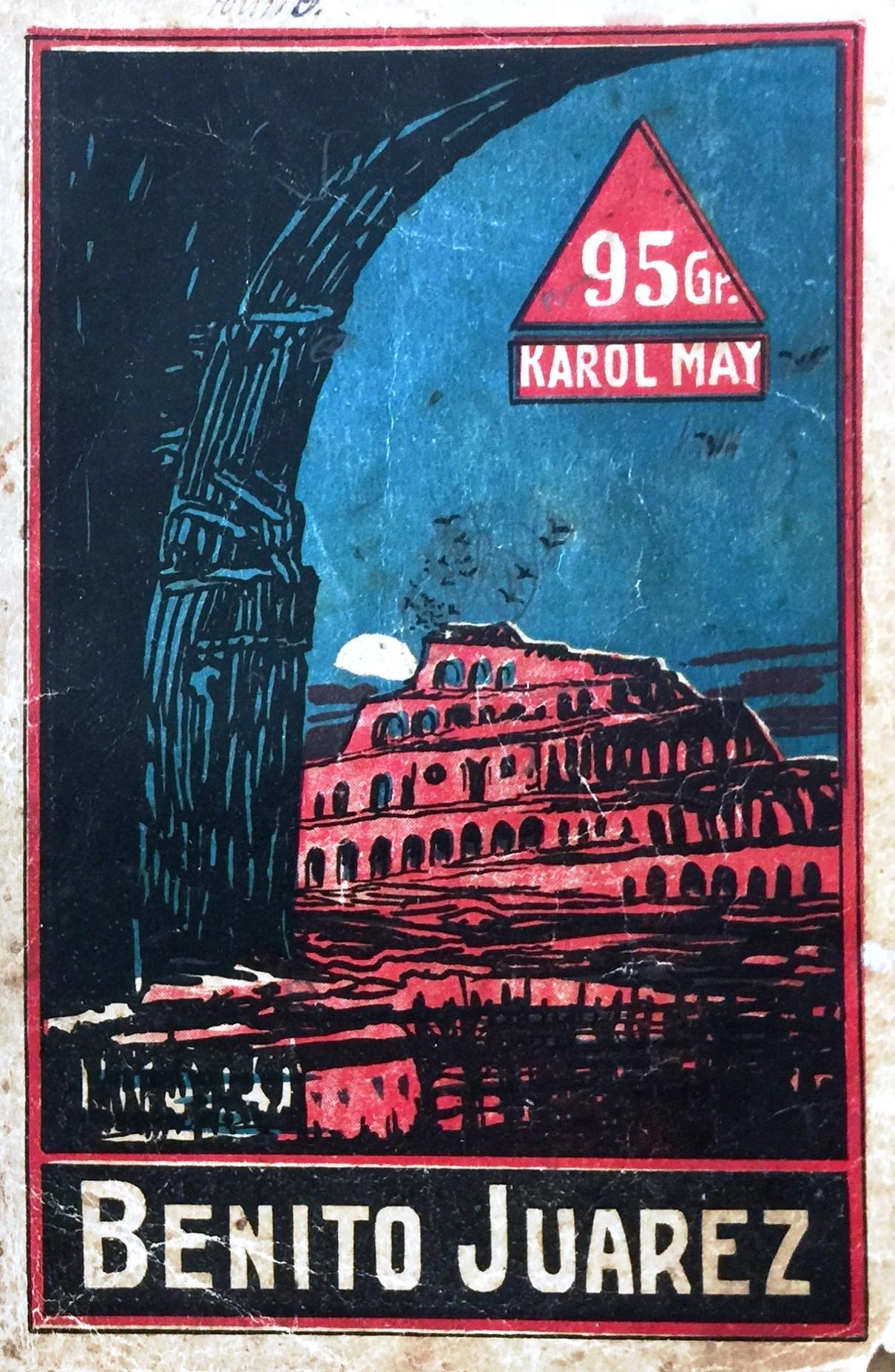
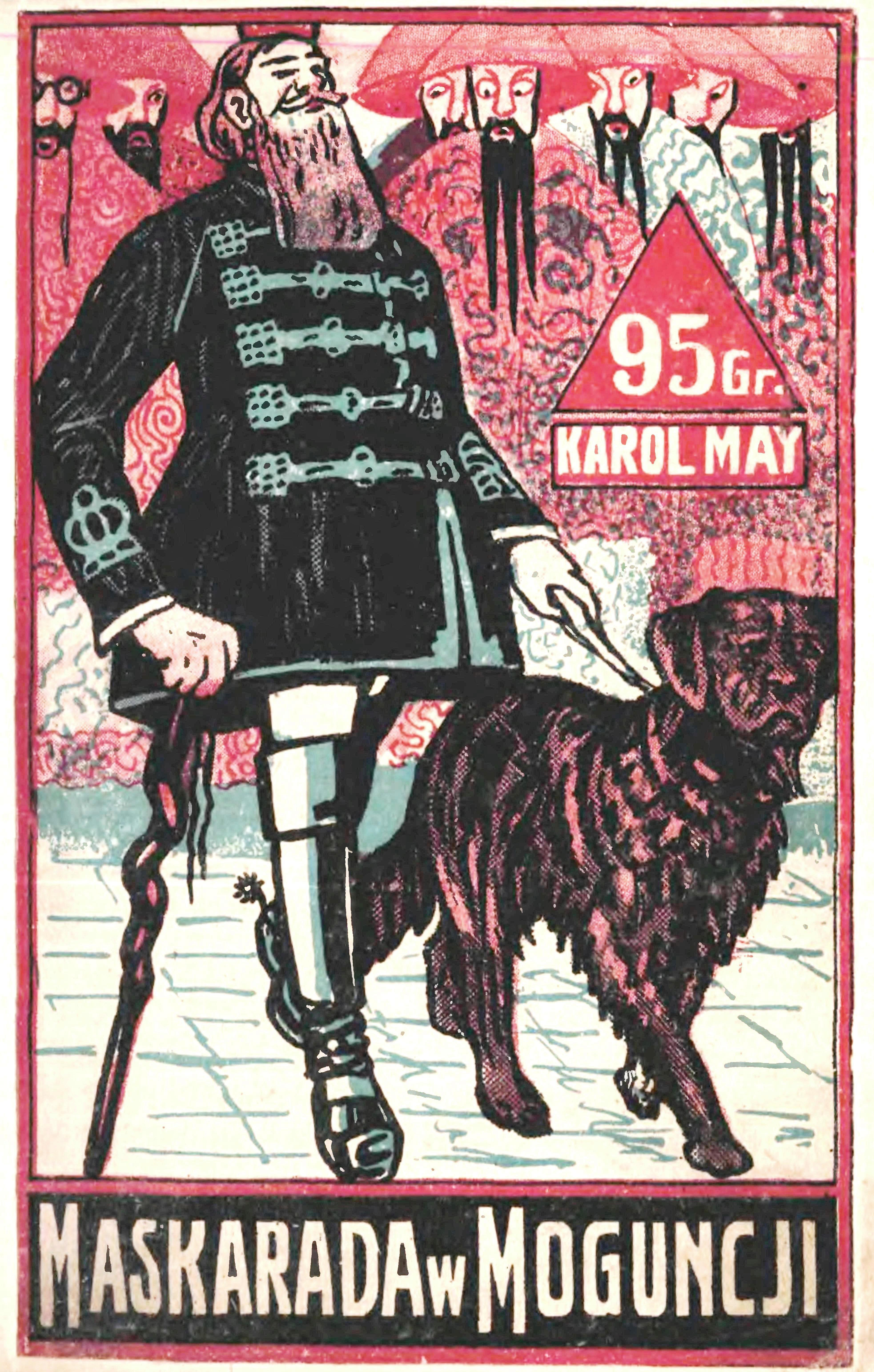
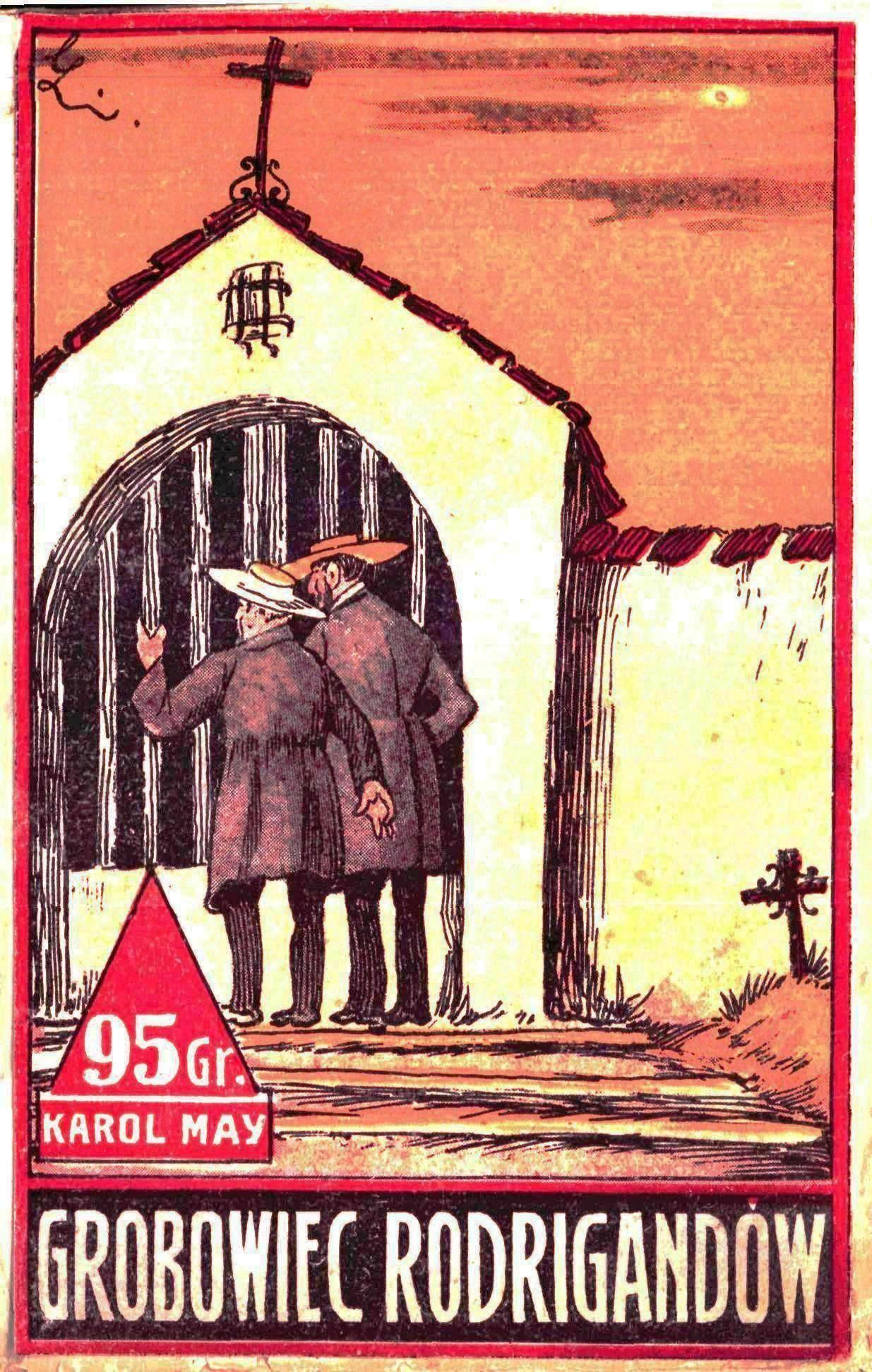
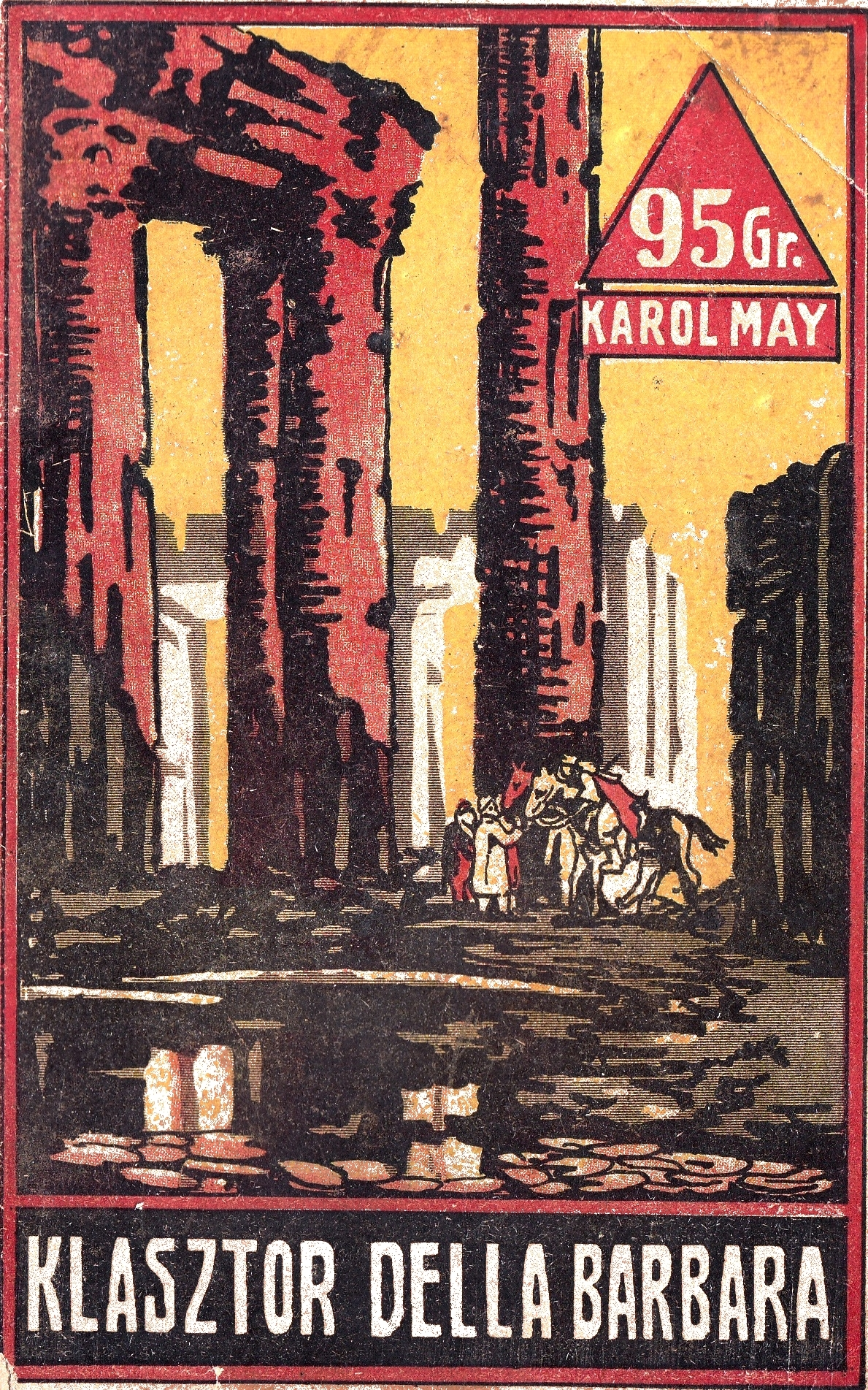
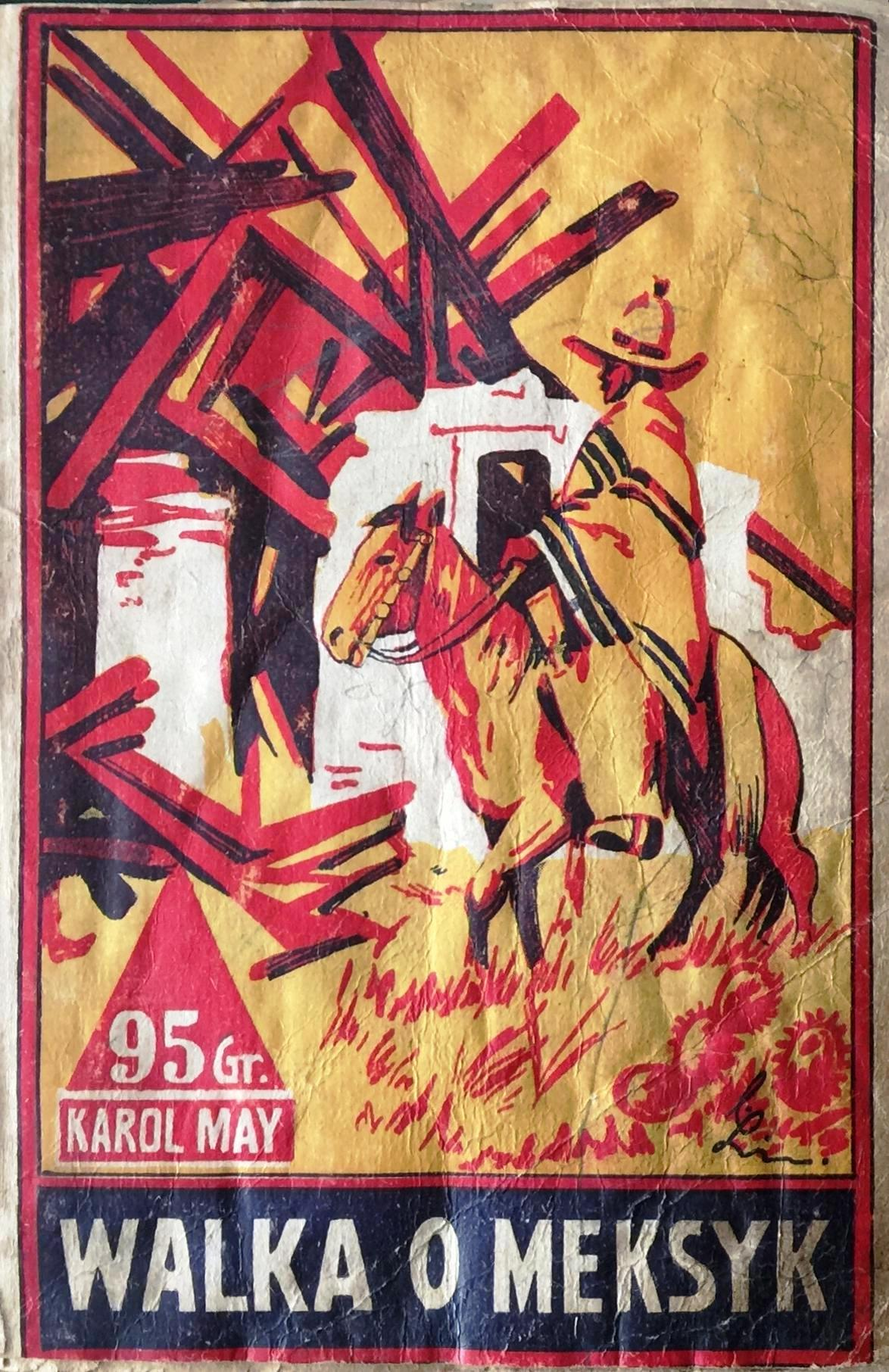